# Château de Kerango
Le château de Kerango est situé à Plescop en France.

## Localisation
Le château est situé sur le territoire de la commune de Plescop, au lieu-dit Kerango, dans le département du Morbihan en région Bretagne.

## Description
Le manoir date du XVIIe siècle, édifice à un étage carré, construit en appareil mixte de brique et granite, toiture à longs pans brisés couverte d'ardoises, appentis, croupe, noue.

## Historique
Le manoir est la résidence d'été des évêques de Vannes : logis du XVIIe siècle, d'après un aveu de 1683 ; détruit depuis la Révolution ; communs du  XVIIe siècle ; pavillon nord du  XIXe siècle ; la chapelle et le colombier sont détruits.
Il est inscrit à l'inventaire général du patrimoine culturel en 1986.